# Chaka Khan
Yvette Marie Stevens, coneguda com a Chaka Khan (Chicago, 23 de març de 1953) és una cantant i lletrista estatunidenca que es va fer famosa en els anys setanta com a cantant al capdavant del grup de funk Rufus. Encara que va formar part del grup fins a 1978, Khan es va embarcar en una reeixida carrera en solitari. Els seus hits més populars, tant amb Rufus com en solitari, són Tell Me Something Good, Sweet Thing, Ain't Nobody, I'm Every Woman, I Feel For You i Through The Fire.
Coneguda com la Reina del Funk, ha guanyat deu premis Grammy i ha venut uns 70 milions d'àlbums a tot el món.
Ha tingut participacions especials en programes com a Dives Live ´99 In New York, compartint escenari amb llegendes de la indústria de la música com Cher, Tina Turner, Elton John, Brandy, LeAnn Rimes, Melvin Davis (baixista de Chaka Khan), Whitney Houston, Anastacia, Joni Mitchell, entre d'altres. Més recentment ha estat convidada a la sèrie animada Phineas i Ferb i li va posar la veu al duet efectuat al costat de Rod Stewart per a la seva sèrie Thanks for the Memory: The Great American Songbook, Volume IV editat en 2005, en la seva versió de «You Send Me», original de Sam Cooke.

## Discografia
- Chaka (1978)
- Naughty (1980)
- What Cha' Gonna Do for Me (1981)
- Chaka Khan (1982)
- Echoes of an Era (1982)
- I Feel for You (1984)
- Destiny (1986)
- ck (1988)
- The Woman I Am (1992)
- Come 2 My House (1998)
- ClassiKhan (2004)
- Funk This (2007)

## Guardons
Premis
- 2008: Grammy al millor àlbum de R&B